# Pamiętniki Fanny Hill

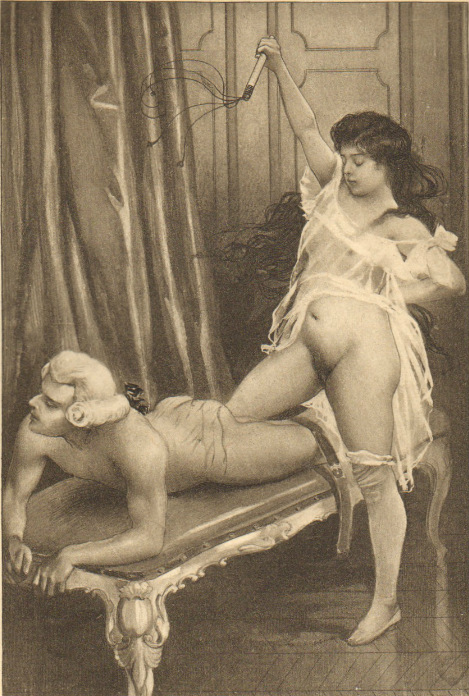
Ilustracja sceny biczowania

Pamiętniki Fanny Hill (ang. Memories of a woman of pleasure) – powieść erotyczna Johna Clelanda wydana w 1748. 
Powieść przedstawia losy XVIII-wiecznej kurtyzany, tytułowej Fanny Hill. Osadzona w realiach Londynu akcja ukazuje ówczesny świat polityków, dyplomatów, szpiegów i bogatych kupców, ich skrywane nocne życie oraz realia branży usług miłosnych w tym okresie. Opisane prostym, pikantnym językiem arkana sztuki kochania przysporzyły dziełu dużej popularności, nie tylko w Wielkiej Brytanii, doczekały się również tłumaczeń, w tym na język polski (współczesny przekład Mieczysława Sztycera).

## Adaptacje filmowe
- Fanny Hill (USA/RFN, 1964), występują: Letícia Román, Miriam Hopkins, Ulli Lommel, Chris Howland; reżyseria: Russ Meyer, Albert Zugsmith (niewymieniony w napisach)
- Fanny Hill (Szwecja, 1968), występują: Diana Kjær, Hans Ernback, Keve Hjelm, Oscar Ljung; reżyseria Mac Ahlberg
- Fanny Hill (RFN/Wielka Brytania, 1983), występują: Lisa Foster, Oliver Reed, Wilfrid Hyde-White, Shelley Winters; reżyseria: Gerry O'Hara
- Paprika (Włochy, 1991), występują: Deborah Caprioglio, Stéphane Bonnet, Stéphane Ferrara, Luigi Laezza, Rossana Gavinel, Martine Brochard i John Steiner; reżyseria Tinto Brass
- Fanny Hill (USA, 1995), reżyseria Valentine Palmer
- Adaptacja Andrew Daviesa dla BBC (2006), w roli głównej Rebecca Night